# Sigurd Fasting
Sigurd Fasting (12 de maio de 1921 - 11 de março de 1982) foi um filólogo norueguês especializado em estudos russos.
Ele nasceu em Kristiania, mas cresceu em Hønefoss. Depois de terminar a sua educação secundária em 1940, ele matriculou-se na Universidade de Oslo.
Contribuiu para a fundação do Instituto de Estudos Russos. De 1970 até à sua morte, ele foi professor na Universidade de Bergen. Ele também foi vice-reitor da Faculdade de Ciências Humanas de 1974 a 1976, membro do conselho interino da Universidade de Tromsø e membro da Academia Norueguesa de Ciências e Letras.
Fasting residia em Paradis. Ele foi atropelado por um autocarro no centro de Bergen em março de 1982 e morreu no Hospital Haukeland.